# Frank Bettger
Franklin Lyle Bettger (* 15. Februar 1888 in Philadelphia, Pennsylvania; † 27. November 1981 in Wynnewood, Pennsylvania) war ein erfolgreicher US-amerikanischer Verkäufer und Autor weltweit erfolgreicher Grundlagen-Werke für den Verkauf. Er war Vater des Schauspielers Lyle Bettger und spielte professionell in der Major League Baseball mit den St. Louis Cardinals im Jahre 1910 unter dem Namen Frank Betcher.
Nach einer kurzen Baseball-Karriere als Profi, die er verletzungsbedingt aufgeben musste, kehrte er in seine Heimat Philadelphia zurück. Dort begann er, auf einem Fahrrad ausstehende Rechnungen für eine Möbelhandlung zu kassieren. Danach begann und beendete Bettger verschiedene berufliche Tätigkeiten, schließlich den Verkauf von Versicherungen, war aber zunächst nicht erfolgreich und überlegte nach zehn Monaten, diese Tätigkeit aufzugeben. Dies wurde ihm auch von seinen Vorgesetzten aufgrund seiner schlechten Verkaufszahlen nahegelegt. Kurz nach einem Schlüsselerlebnis bei einer Rede von Walter LeMar Talbot, dem damaligen Präsidenten der Fidelity Mutual Life Insurance Company vor ein paar Versicherungsverkäufern, stellten sich weit überdurchschnittliche Erfolge ein und Bettger wurde der erfolgreichste Verkäufer des Konzerns. Er hatte 1930 im Alter von 42 Jahren die Möglichkeit, sich als Privatier aus dem Berufsleben zurückzuziehen, da er nach 13 Jahren aus der reinen Verkaufstätigkeit für Versicherungen Provisionen in Höhe von 70.000,- US-Dollar realisiert hatte, die heute inflationsbereinigt dem Wert von rund einer Million Dollar entsprächen.
Später lernte Bettger Dale Carnegie kennen, der ihn nicht nur als Redner engagierte, sondern ihm auch dazu riet, seine Verkaufsmethoden in Buchform für interessierte Verkäufer auf den Markt zu bringen. So wurde Bettger der Autor von weltweit erfolgreichen Büchern wie Lebe begeistert und gewinne und Erlebte Verkaufspraxis.
Lebe begeistert und gewinne erschien erstmals 1947 und wurde in über ein Dutzend Sprachen übersetzt. Es gilt noch heute als eines der allgemein anerkannten Standard-Werke für den Verkauf weltweit.

## Werk
- How I Raised Myself from Failure to Success in Selling, dt.:  Lebe begeistert und gewinne, Oesch-Verlag, ISBN 978-3-0350-0012-2.
- How I Multiplied My Income and Happiness in Selling, dt.: Erlebte Verkaufspraxis, Oesch-Verlag, ISBN 978-3-0350-0018-4.